# José Manuel Paredes Grosso
José Manuel Paredes Grosso (Cádiz, España, 14 de agosto de 1934-12 de febrero de 1996) fue un político español. 

## Trayectoria
Hijo de José Paredes González de la Torre y de Concepción Grosso Portillo, tras cursar estudios en el Colegio de San Felipe Neri, de Cádiz, se licenció en Derecho por la Universidad de Sevilla en 1958. Tras ejercer la abogacía en su ciudad natal durante varios años, ingresó por oposición en el Cuerpo Superior de Administradores Civiles del Estado en 1964, ampliando después estudios en la OCDE en París (1965) y en las universidades de Caen (1965) en Francia, Cambridge (1966) en el Reino Unido, y Leyden (1966), en Holanda. En mayo de 1965 contrajo matrimonio con Carmen Camuñas Solís, con la que tendría 4 hijos: Beltrán, Beatriz, Cristóbal e Iñigo.
En lo relativo a la actividad política, Paredes Grosso se identificó desde muy joven con el ideario liberal, integrándose ya durante su etapa universitaria en el movimiento liberal europeo y aisitiendo en 1955 al Congreso de la Juventud Europea en Tremezzo, Italia, donde entraría en contacto con Salvador de Madariaga, aún en el exilio, lo que le supondría a su regreso a España una investigación policial y la retirada del pasaporte. 
En 1965 se incorporó como profesor a la Escuela Nacional de Administración Pública (ENAP), en Madrid, siendo nombrado director de cursos de la misma en 1966, cargo que desempeñaría hasta 1970 y que compaginaría a partir de 1968 con su colaboración en el proyecto de reforma educativa. Su actividad docente en este período se vería complementada por su estancia en 1969 como visiting professor en las universidades americanas de Columbia, Míchigan, Berkeley, Santa Cruz y Stanford.
Su actividad docente en la ENAP primero (1965-1970) y en la UNED (1970-1973) y Universidad Autónoma de Madrid después (1973-1974), se vería acompañada por su investigación en el campo de la educación que se materializaría en la publicación de 3 obras sobre la materia: “Planificación de la Educación” (1969), “Macroeducación” (1972) y “Modelos Matemáticos aplicados a la Educación” (1973), resumen de la tesis doctoral que con este mismo título presentaría en la Universidad Complutense de Madrid ese mismo año y que recibiría la calificación de sobresaliente cum laude.
Además, y desde 1968, colaboraría con el equipo técnico que preparó el “Libro Blanco sobre la Educación en España”, base para la Ley General de Educación de 1970 y la reforma educativa en nuestro país, siendo nombrado en 1970 Secretario General del Centro Nacional de Investigaciones para el Desarrollo de la Educación (CENIDE), en cuya dirección permanecería hasta 1973. Durante dicha etapa, y en tanto en cuanto el CENIDE era un proyecto cofinanciado por el Banco Mundial, la Unesco y la Fundación Ford, sería así mismo el codirector español de dichas instituciones para el proyecto educativo español.
Desempeñaría además en dicha etapa distintas misiones como experto de la UNESCO en temas educativos, siendo las más destacadas las que llevó a cabo en Chile (1971), Colombia (1972) y Turquía (1972).
En 1974 participaría en la creación del Partido Demócrata Popular (PDP), de inspiración liberal y del que sería elegido Vicepresidente. El PDP se integraría en 1975 en la UCD, concurriendo en 1977 a las primeras elecciones democráticas como partido coaligado en el seno de la UCD, en las cuales Paredes Grosso obtendría acta de diputado por Cádiz en las Cortes Constituyentes (1977-79). Durante dichas cortes, Paredes Grosso fue así mismo Primer Secretario de la Comisión Constitucional, que redactaría el Anteproyecto de lo que más tarde se convertiría en la Constitución Española de 1978. Fue también Vocal de la Comisión de Industria y Energía. Fue así mismo presidente de la Comisión de Peticiones. Formó, por último, parte de la primera Junta Preautonómica de Andalucía, abogando con ocasión del Referéndum del 28 de febrero por el pleno acceso de Andalucía a la autonomía por la vía del artículo 151 de la Constitución. 
Tras una breve estancia en la industria editorial, abandonó definitivamente la Administración para dedicarse a la empresa privada, incorporándose en 1975 a los Consejos de Administración de las aseguradoras Alborán y Albia y del broker de seguros Carpandsons. 
Nombrado Consejero Secretario de la empresa de seguros Alborán en 1977 y Consejero Delegado de la misma en 1979, desempeñaría dicho cargo hasta 1987. Desde 1981, ocupó así mismo la Presidencia de la citada compañía, puesto que desempeñaría hasta 1991.
Tras la transformación de UCD en partido único en 1977, Paredes Grosso sería elegido en el primer Congreso Nacional de UCD miembro del Consejo Político y Vicepresidente de la Comisión Ideológica, donde se señalaría como miembro destacado de la corriente liberal. No concurriría a las elecciones de la I Legislatura (1979-1982) por considerarse vinculado exclusivamente con el ideario político liberal.
Su actividad en la empresa privada se vería compaginada con una intensa participación en actividades políticas y en las organizaciones empresariales. Así, y en lo que respecta a las últimas, fue miembro del Círculo de Empresarios y del consejo de Unespa, la patronal del sector asegurador, (1978-1985), de la comisión ejecutiva de CEIM (1979-1987) y de la CEOE (1980-1985), en la que sería miembro del Comité de Defensa de la Competencia.
En 1982, se presentaría sin éxito como candidato al Senado en calidad de independiente en las listas del Partido Popular por la circunscripción de Guadalajara. Con posterioridad, participaría en la creación del Partido Liberal, del que sería elegido Vicepresidente, y que, presidido por José Antonio Segurado, concurriría como coaligado del Partido Popular y del PDP (Democristiano) en las elecciones de 1986. Obtuvo acta de diputado por Sevilla en la III Legislatura (1986-89), durante la cual sería además Secretario Segundo de la Mesa del Congreso. Fue así mismo Vocal de las Comisiones de Educación y Cultura, y de Agricultura, Ganadería y Pesca.
En 1990 se incorporó como secretario general al 'Centro Superior de Arquitectura', CSA, puesto que desempeñó hasta su fallecimiento el 12 de febrero de 1996.

## Condecoraciones
En junio de 1970 recibió la Encomienda con Placa de la Orden de Alfonso X el Sabio por su contribución a la Reforma Educativa de 1970 (Ley Villar Palasí), desde el Centro Nacional de Investigación para el Desarrollo para la Educación (CENIDE). 
Posteriormente, en 1989, sería condecorado así mismo con la Orden al Mérito Constitucional por su condición de diputado constituyente. En 2002, sería igualmente condecorado, ya de modo póstumo, por la Diputación Provincial de Cádiz que le concedería en dicho año la Placa de Oro, junto con los otros 12 diputados y senadores por la provincia de Cádiz en las cortes constituyentes de 1977.
El 18 de febrero de 1993 rehabilitó el título italiano de Marqués de Casalis.

## Publicaciones
Junto a las ya reseñadas obras en materia educativa (“Planificación de la Educación”, “Macroeducación” y “Modelos Matemáticos aplicados a la Educación”), Paredes Grosso publicó en 1985 “El Jardín de las Hespérides”, un estudio de mitología comparada sobre los orígenes de España y Andalucía en la Antigüedad clásica y sus mitos.